# Piedigriggio
Piedigriggio (korsisch Pedigrisgiu) ist eine Gemeinde auf der französischen Mittelmeerinsel Korsika. Sie gehört zum Département Haute-Corse, zum Arrondissement Corte und zum Kanton Golo-Morosaglia. Die Bewohner nennen sich Piedigriggeois oder Pedigrisgiacci. Die Nachbargemeinden sind Morosaglia im Norden und Nordosten, Gavignano im Osten, Aiti und Prato-di-Giovellina im Südosten und Süden, Popolasca im Südwesten und Westen sowie Moltifao im Nordwesten.

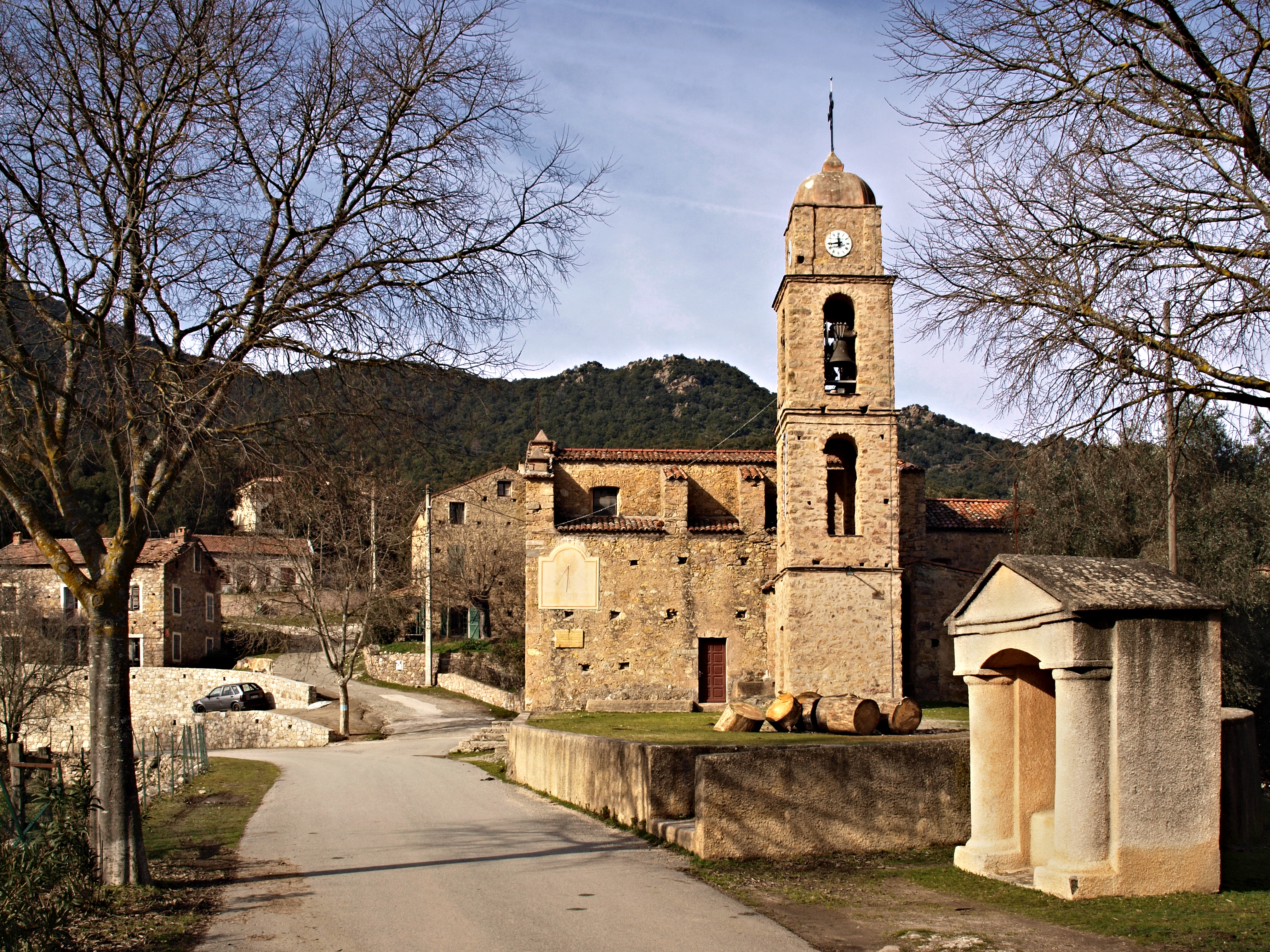
Kirche Saint-Michel

## Bevölkerungsentwicklung
| Jahr      | 1962 | 1968 | 1975 | 1982 | 1990 | 1999 | 2008 | 2012 |
| --------- | ---- | ---- | ---- | ---- | ---- | ---- | ---- | ---- |
| Einwohner | 127  | 108  | 102  | 119  | 99   | 124  | 136  | 145  |